# Cliff Burton
Pour les articles homonymes, voir Cliff Burton (bande dessinée) et Burton.
Clifford Lee "Cliff" Burton né le 10 février 1962 à Castro Valley, Californie, et mort le 27 septembre 1986 à Dörarp, dans la commune de Ljungby en Suède, est un musicien américain principalement connu pour être le deuxième bassiste du groupe de metal Metallica.
Burton rejoint le groupe en 1982 en remplacement de Ron McGovney. Il enregistre avec eux les trois premiers albums studio du groupe, Kill 'Em All, Ride the Lightning et Master of Puppets, qui ont tous rencontré un succès commercial et critique. Burton est connu pour son approche lead bass, permettant à la basse de jouer un rôle mélodique et soliste, en plus de tenir les bases harmoniques et rythmiques du groupe.
Le 27 septembre 1986, Burton décède lorsque le bus de tournée du groupe se renverse dans les régions rurales du sud de la Suède. Burton est, à titre posthume, intronisé au Rock and Roll Hall of Fame avec Metallica le 4 avril 2009. En 2011, un sondage en ligne des lecteurs de Rolling Stone le classe neuvième des dix plus grands bassistes de tous les temps. Il est un grand fan de l'écrivain américain Howard Phillips Lovecraft, ce qui donne au groupe Metallica le nom des chansons The Call Of Ktulu sur l'album Ride the Lightning et The Thing That Should Not Be sur l'album Master of Puppets en référence à deux de ses nouvelles, L'Appel de Cthulhu et Le Cauchemar d'Innsmouth.

## Biographie

### Enfance
Clifford Lee Burton est né de Ray (1928-2020) et Jan Burton. Il a un frère, Scott et une sœur, Connie. L'intérêt de Burton pour la musique s'éveille lorsque son père l'initie à la musique classique et il commence à prendre des leçons de piano. Durant son adolescence, Burton s'intéresse au rock, à la musique classique et finalement au heavy metal. Il commence à jouer de la basse à 13 ans, après la mort de son frère. Ses parents rapportent de lui qu'il disait vouloir « être le meilleur des bassistes, pour mon frère ».
Avec la musique classique et le jazz, les autres premières influences de Burton varient du rock sudiste, à la country en passant par le blues. Burton cite également Geezer Butler de Black Sabbath, The Misfits, Phil Lynott et Thin Lizzy, ainsi que Geddy Lee de Rush comme influences sur sa façon de jouer.

### Carrière
Alors qu'il est encore étudiant à Castro Valley High School, Burton forme son premier groupe appelé EZ-Street. Le groupe tire son nom d'un bar topless de la Bay Area. Les autres membres du EZ-Street sont le futur guitariste de Faith No More "Big" Jim Martin et le futur batteur d'Ozzy Osbourne, Faith No More, et de KoRn Mike Bordin. Burton et Martin poursuivent leur collaboration musicale après avoir été élèves à Chabot College à Hayward, en Californie. Leur deuxième groupe, Agents of Misfortune, participe à un concours du Hayward Area Recreation Department's en 1981. Leur audition est enregistrée sur vidéo et met en vedette certains des premiers témoignages du style de jeu de Burton. La vidéo montre également Burton jouant des parties de ce qui allait par la suite devenir deux morceaux de Metallica : son solo de basse, "(Anesthesia) Pulling Teeth", et l'intro chromatique de "For Whom the Bell Tolls". Burton rejoint son premier grand groupe Trauma, en 1982. Il enregistre la piste Such a Shame avec le groupe sur la seconde compilation de Metal Massacre.
En 1982, Trauma se rend à Los Angeles pour jouer au Whisky a Go Go. Parmi les personnes présentes se trouve James Hetfield et Lars Ulrich, tous deux membres de Metallica, formé l'année précédente. En entendant le « shredding incroyable » ("this amazing shredding"), les musiciens viennent à la rencontre de ce qu'ils croient être un guitariste incroyable, mais comprenant que ce qu'ils ont entendu est un solo de basse, ils décident de le recruter Burton comme bassiste de leur propre groupe et lui demandent de remplacer le bassiste Ron McGovney. Burton trouvant que son groupe Trauma commence à être un peu trop « commercial » accepte la proposition. L'idée de se déplacer à Los Angeles ne lui plaisant pas, il fait savoir qu'il ne se joindrait au groupe que si les membres de Metallica déménagent de Los Angeles à San Francisco. Ceux-ci, désireux d'avoir Burton dans le groupe, quittent leur ville d'origine de Los Angeles pour une maison dans El Cerrito, une ville située dans la baie de San Francisco.
D'octobre 1982 à juin 1985, Cliff Burton joue également de la guitare basse dans le groupe True Temper en compagnie de Bill Weber et John Cruz. Parallèlement, on le voit également évoluer dans différentes formations comme The Chickenfuckers, Fry by Nyte, Spastik Children ou Vicious Hatred.
Le premier enregistrement de Burton avec Metallica est la démo Megaforce. Une démo que le groupe a faite avant que Burton ne le rejoigne, No Life 'til Leather, est arrivée entre les mains de John Zazula, propriétaire de Megaforce Records. Le groupe déménage à Old Bridge, dans le New Jersey, et obtient rapidement un contrat d'enregistrement avec le label de Zazula. Son premier album, Kill 'Em All, contient le célèbre morceau de basse de Burton, "(Anesthesia) Pulling Teeth", qui utilise des pédales d'effets, dont la pédale wah-wah.
Le premier album studio du groupe doit initialement être intitulé Metal Up Your Ass, mais à la suite de conflits avec leur label et le refus des distributeurs de commercialiser l'album sous ce titre, Burton déclare : « We should just kill 'em all, man », ce qui donne l'idée du nouveau titre aux autres membres du groupe. L'album est publié le 26 juillet 1983 par Megaforce Records.
Le deuxième album studio du groupe, Ride the Lightning, améliore leur notoriété. Les capacités d'écritures de Burton sont de plus en plus évidentes, et il est crédité sur six des huit chansons de l'album. Le style de jeu et l'utilisation d'effets de Burton est présenté sur deux pistes : l'intro chromatique For Whom the Bell Tolls, et la lead bass sur The Call of Ktulu.
La musicalité croissante de Ride the Lightning attire l'attention des grandes maisons de disque. Metallica signe chez Elektra Records, et commence à travailler sur son troisième album, Master of Puppets, qui est considéré par la plupart des critiques comme étant un album marquant du heavy metal. Burton est fortement en vedette sur un certain nombre de pistes, notamment sur le morceau instrumental "Orion", qui met encore une fois en vedette son style de jeu de basse. L'album contient également sa chanson préférée de Metallica, Master of Puppets. L'album Master of Puppets permet une percée commerciale du groupe, mais reste le dernier album de Burton avec Metallica.
Le dernier concert de Burton a lieu à Stockholm, en Suède, au Solnahallen Arena le 26 septembre 1986.

## Mort

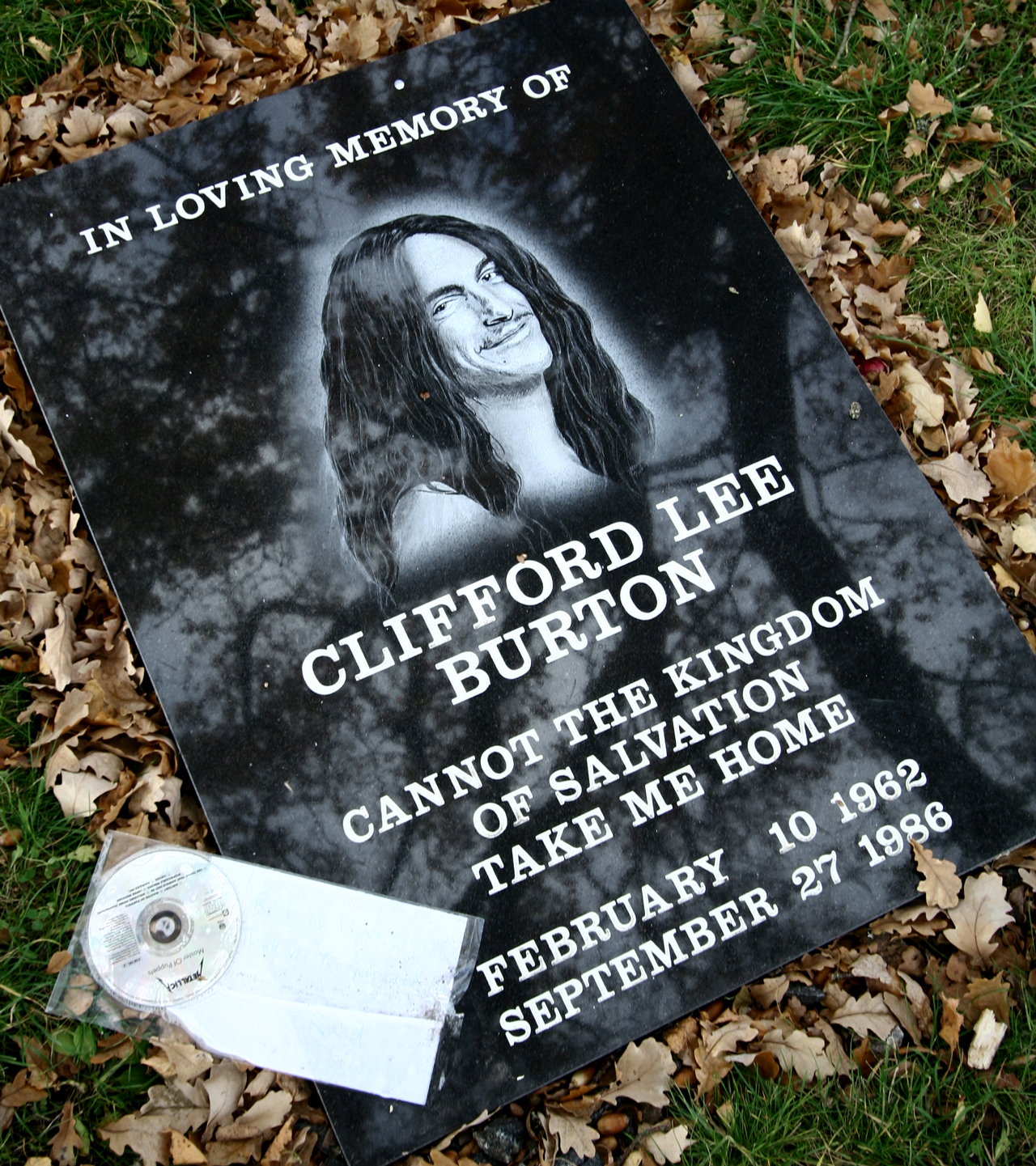
Stèle commémorative près du site de l'accident, à côté un CD de Master of Puppets

Lors de la partie européenne du Damage Inc. Tour, tournée de promotion de l’album Master of Puppets, le groupe se plaint des cabines de couchage de leur bus de tournée, qu’ils trouvent insatisfaisantes et peu confortables. Dans la soirée du 26 septembre 1986, pour récupérer la meilleure couchette, Kirk Hammett et Burton la jouent aux cartes.  Burton remporte le match, obtenant ainsi le premier choix des lits superposés et lance à Hammett : « Je veux ta couchette ! ». Hammett lui répond : « Très bien, tu peux prendre ma couchette, je vais dormir à l’avant, c'est probablement mieux là-bas de toute façon ». Burton dort, peu avant 7 heures, le 27 septembre, lorsque, selon le chauffeur, le bus dérape sur la route (la E4, à environ 20 km au nord de Ljungby), et se renverse dans l'herbe. Burton est projeté par la fenêtre du bus, et ce dernier s’écrase sur lui. Les secours soulèvent le bus à l’aide d’une grue pour dégager Burton mais, avant d’avoir pu le récupérer, le bus s'écrase de nouveau sur le sol. Le lieu de l'accident se situe dans la municipalité de Ljungby, près de Dörarp dans les régions rurales dans le Sud de la Suède.
James Hetfield déclare plus tard qu’il croyait, dans un premier temps, que le bus s'était retourné parce que le conducteur était ivre. Le photographe local indépendant Lennart Wennberg, présent sur la scène de l’accident le lendemain matin, est questionné plus tard, dans une interview, sur la possibilité que du verglas ait causé l’accident. Il déclare que cela est « hors de question », car la route était sèche et la température d'environ 2 °C. Cela est confirmé par la police qui n’a pas trouvé de glace sur la route. Le détective Ljungby Arne Pettersson est cité dans un journal local pour avoir dit que les traces sur le lieu de l’accident sont exactement comme celles observées lorsqu’un conducteur s'endort au volant. Toutefois, le conducteur déclare « sous serment » qu'il avait dormi pendant la journée et était donc entièrement reposé. Son témoignage est confirmé par le conducteur du second bus qui transportait l’équipage et le matériel du groupe. Aucune accusation n’a été portée contre le conducteur.

## Héritage

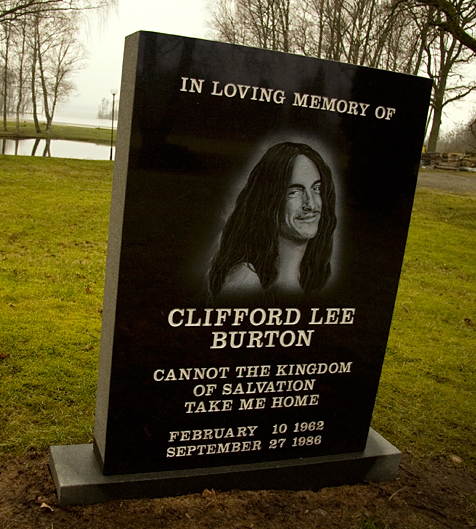
Un memorial pour Burton à Ljungby, en Suède.

Burton est incinéré et ses cendres dispersées dans la baie de San Francisco depuis la place du Maxwell Ranch, en Californie. La chanson Orion est jouée lors de la cérémonie. Les paroles …cannot the Kingdom of Salvation take me home issues de To Live Is to Die sont écrites sur la pierre commémorative de Burton. Peu de temps après la mort de Burton, Jason Newsted de Flotsam and Jetsam devient le nouveau bassiste de Metallica, un poste qu’il occupe jusqu’à sa démission en 2001. Le rôle est depuis comblé par Robert Trujillo, ancien bassiste de Suicidal Tendencies et Ozzy Osbourne.
L'hommage le plus connu, rendu à Burton qui ne vienne pas directement de Metallica est la chanson In My Darkest Hour du groupe de thrash metal Megadeth. Selon Dave Mustaine, à l'annonce de la mort de Burton, il s’est assis et a écrit la musique pour la chanson en une seule séance, inspiré par cette mort, bien que les paroles ne soient pas liées à la mort de Burton. Mustaine, qui jouait avec Metallica à leurs débuts, était un ami proche de Burton.
L'hommage de Metallica est le morceau instrumental To Live Is To Die présent sur l'album ...And Justice For All.
Des albums tels que Among the Living du groupe Anthrax ou The Dark de Metal Church sont dédiés à la mémoire de Burton.
Le 3 octobre 2006, vingt ans après l’accident, une pierre commémorative à la mémoire de Burton est dévoilée en Suède près Du lieu de l'accident. Le monument est situé près du terrain de stationnement à Gyllene Rasten.
Le 4 avril 2009, Burton est intronisé à titre posthume au Rock and Roll Hall of Fame, avec les autres membres de Metallica. Lors de la cérémonie, l'introduction est actée par son père Ray Burton, qui rejoint le groupe sur scène et indique que la mère de Cliff est la plus grande fan de Metallica.
Une biographie, To Live Is to Die: The Life and Death of Metallica's Cliff Burton, écrite par Joel McIver, est publiée par Jawbone Press en juin 2009, Hammett signe la préface de l'ouvrage.

## Équipement
Guitare basse
- Rickenbacker 4001
- Aria Pro II SB-1000
- Aria Pro II SB Black & Gold I
- Alembic Spoiler

Amplificateurs
- Mesa Boogie 4"x12" Cabinets & 1"x15" Cabinets
- Ampeg SVT-1540HE Classis Series Enclosure

Effets
- Morley Power Wah Pedal
- Electro-Harmonix Big Muff[24]
- Ibanez Tube Screamer

## Cliff Burton Signature Bass
Aria Pro II est la marque de l’instrument que Cliff utilise le plus. Aria guitars sort, en janvier 2013, une réplique de la basse de Cliff appelée Aria Pro II Cliff Burton Signature Bass. L'information est révélée par le site officiel de Metallica. La société a obtenu la permission de la famille de Cliff et de ses acolytes de Metallica pour la production de l'instrument. La basse est officiellement présentée au NAMM à Anaheim, en Californie. Le 25 janvier 2013, le père de Cliff, Ray Burton, assiste au communiqué de presse où il fait une introduction parlant de Cliff et de son instrument. Ray Burton parle notamment de la basse en disant : "What a beautiful instrument and a wonderful tribute to Cliff". Le bassiste Robert Trujillo, également présent, est le premier à faire une démonstration de la basse en jouant "Anesthesia (Pulling Teeth)". 
Specifications
- Headstock: Original SB Design
- Neck Shape: Standard, Medium
- Neck: 7 Ply Maple/Walnut
- Neck Joint: Neck-through, Heel-less Cutaway
- Tuners: Handmade Solid Brass Tuner Buttons, 24 K Gold Plated
- Nut: 40 mm Width Solid Brass
- Truss rod Cover: Solid Brass
- Headstock Front Inlays: Patent Statement
- Headstock Back Inlay: Cliff Burton Authorized Signature
- Fretboard Scale: 34" or 864 mm
- Frets: 24 Frets
- Fretboard: Rosewood
- Fretboard Inlays: Cat Eye, Mother of Pearl Inlays
- Body Shape: Original SB Shape, Super Balanced Body
- Body Material: Alder
- Pickup: Aria MB-V Passive Pickup
- Controls: 1xVolume, 1xTone, 1-Dual Sound Mini-Toggle Switch
- Knobs: Black SB Knobs
- Tailpiece: Solid Brass With 24K Gold Plated Saddles and Black Plated Body
- Strap Pins: 18K Gold Plated Solid Brass
- Strings: Rotosound RS66LB (35, 55, 70, 90)
- Certificate: Certificate of Authenticity Signed by Ray Burton and Toshi Matsumura
- Case: Deluxe Ostrich Hardshell Case With Gold Hardware[25]

### Albums studio
- Kill 'Em All (1983)
- Ride the Lightning (1984)
- Master of Puppets (1986)

### Démos
- Ride the Lightning (1983)
- Master of Puppets (1985)

### Compilations
- Metal Massacre Vol.II (avec Trauma)

## Discographie
- Kill 'Em All (25 juillet 1983)
- Ride the Lightning (30 juillet 1984)
- Master of Puppets (3 mars 1986)